# Arthroceras fulvicorne
Arthroceras fulvicorne är en tvåvingeart som beskrevs av Akira Nagatomi 1966. Arthroceras fulvicorne ingår i släktet Arthroceras och familjen snäppflugor. Inga underarter finns listade i Catalogue of Life.